# Charlotte Erxleben
Charlotte Anna Marie Erxleben (* 1906 in Greifswald; † 19. Juli 1981 in Berlin), ausgezeichnet als eine der „Gerechten unter den Völkern“, war eine Prostituierte, die während des Zweiten Weltkrieges immer wieder Juden bei sich aufnahm und diesen damit das Leben rettete.

## Leben
Die aus Greifswald stammende Charlotte Erxleben kam 1939 nach Berlin, wo sie mit einer kleinen Erbschaft eine Privatpension einrichtete und ihren Lebensunterhalt als Prostituierte und Zimmervermieterin bestritt. Als im Herbst 1941 die Deportation von Juden aus Berlin begann, wurde ihre Wohnung ein sicherer Zufluchtsort für viele verfolgte Juden. Da es sich bei ihrem Bordell um einen gehobenen Salon handelte und die Verfolgten als Kunden getarnt zu beliebigen Tages- oder Nachtzeiten ein- und ausgehen konnten, blieb sie zunächst trotz der geringen räumlichen Entfernung zum Gestapo-Hauptquartier am Alexanderplatz unbehelligt. Gemeinsam mit anderen Prostituierten organisierte sie weitere Unterkünfte und kümmerte sich um die Versorgung mit Lebensmitteln.
Zu den bei Erxleben Untergekommenen gehörte Fritz Walter, der aus dem Lager Majdanek fliehen und nach Berlin zurückkehren konnte, wo er illegal und mit falschen Papieren im Bordell lebte. Dieser hatte die Schauspielerin Steffi Ronau kennengelernt und sich in sie verliebt. Diese hatte eigentlich gemeinsam mit ihrem Mann Werner Hinzelmann fliehen wollen, aber da im Februar 1942 ihre Tochter Reha zur Welt kam, konnten sie die Flucht nicht durchführen. Werner Hinzelmann starb bald darauf und nachdem auch noch ihre Mutter und zwei Schwestern in den Osten deportiert worden waren, blieb Steffi Ronau alleine zurück. Walter besorgte ihr falsche Papiere und Charlotte Erxleben vermittelte Mutter und Kind ein Zimmer bei einer ihrer Kolleginnen, die nicht wusste, dass ihre Mieterin Jüdin war. Fritz Walter verdiente Geld auf dem Schwarzmarkt und konnte so mit Erxlebens Hilfe für beide sorgen.
Nach der Denunziation durch eine „Kollegin“ wurde Ende 1942 oder Anfang 1943 Erxlebens Wohnung gestürmt. Fritz Walter gelang es, über die Hintertreppe zu fliehen und in Steffi Ronaus Versteck zu gelangen. Da die Polizei seine Kleidung in Erxlebens Wohnung fand, wurde sie festgenommen, später aber wieder freigelassen. Bei dem Verhör durch die Gestapo, bei dem sie auch geschlagen und misshandelt wurde, gab sie an, dass die Kleidung ihrem Verlobten gehöre. Sie leugnete, dass sie Juden bei sich aufgenommen habe und wies zudem darauf hin, dass sie aufgrund ihrer Tätigkeit Juden ja an ihrer Beschneidung erkennen könne. Da es in der Folge immer wieder Hausdurchsuchungen gab, war das Bordell keine sichere Unterkunft mehr für Juden, aber Erxleben kümmerte sich weiterhin um die Beschaffung von Lebensmitteln für die Untergetauchten.
Als das Gebäude, in dem sich die Pension befand, bei einem Bombenangriff zerstört wurde, verließ Charlotte Erxleben für einige Zeit Berlin, kehrte aber wieder zurück und half weiterhin versteckten Juden.
Bedingt durch den Krieg verlor Erxleben die Pension und auch ihr Vermögen, so dass sie später auf Sozialhilfe angewiesen war. Fritz Walter und Steffi Ronau, die nach dem Krieg heirateten, unterstützten sie nun ihrerseits. Erxleben stellte 1953 einen Antrag auf Entschädigung beim Berliner Entschädigungsamt, der jedoch abgelehnt wurde. Im Rahmen des Projekts „Unbesungene Helden“ des Berliner Senats stellte sie 1959 einen weiteren Antrag auf Ehrung, diese wurde ihr am 19. April 1960 gewährt. Allerdings war dem Senat wohl weder bekannt, dass es sich bei der Unterkunft, in der sie die Verfolgten versteckte, um ein Bordell handelte, noch wussten sie von ihrer Tätigkeit als Prostituierte. Ansonsten wäre ihr Antrag wohl genauso abgelehnt worden wie der von Hedwig Porschütz, einer anderen Prostituierten, die später ebenfalls für ihre Unterstützung von Juden als Gerechte unter den Völkern ausgezeichnet wurde.
Charlotte Erxleben starb 1981 in Berlin. Sie wurde am 16. Dezember 2014 postum als Gerechte unter den Völkern geehrt.